# Melbourne Park

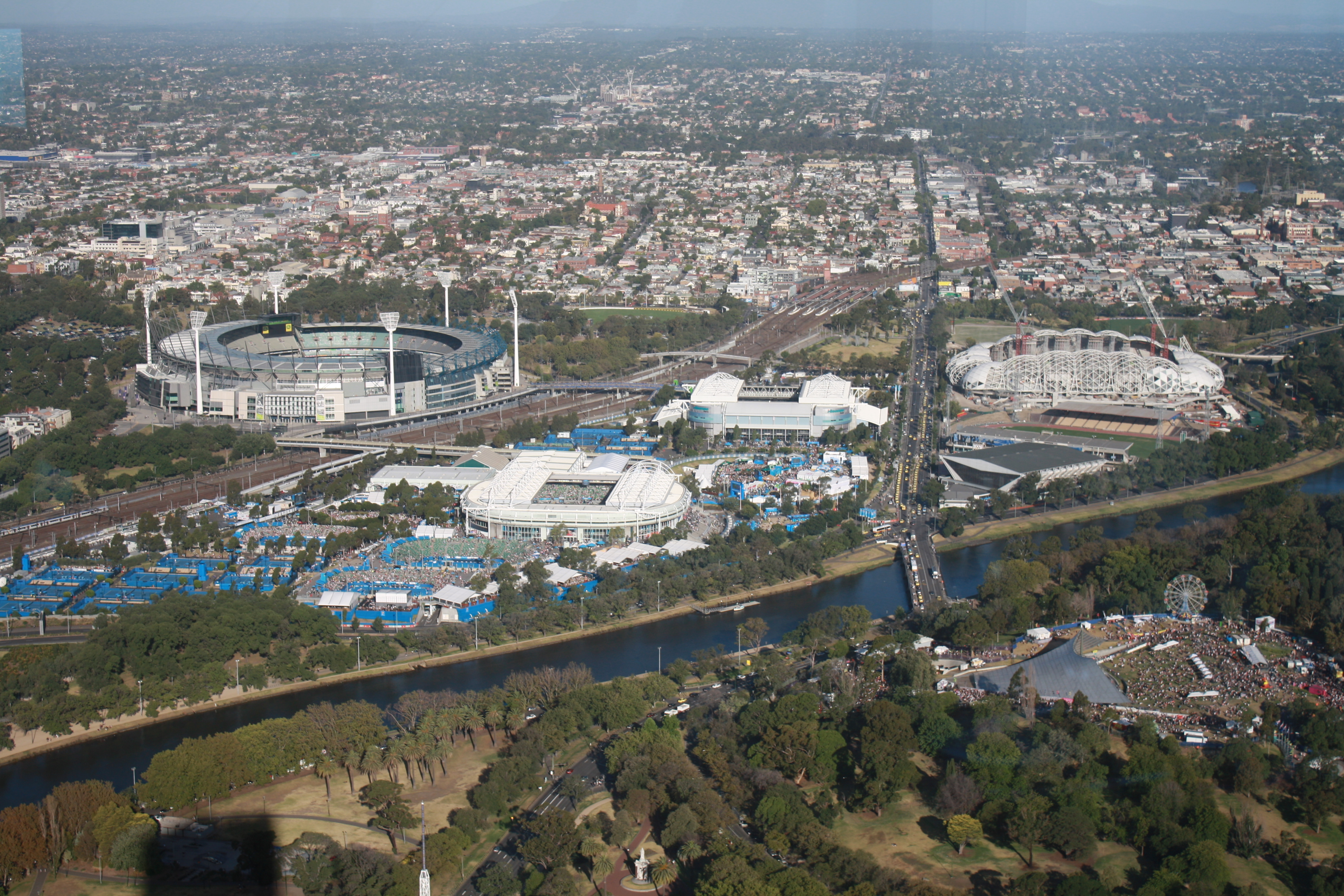
Melbourne Sports and Entertainment Precinct với Melbourne Park nằm giữa Yarra Park và MCG bên trái và AAMI Park và Olympic Park bên phải

Melbourne Park là một địa điểm thể thao tại Melbourne Sports and Entertainment Precinct ở Melbourne, Victoria, Úc. Kể từ năm 1988, Melbourne Park là nơi diễn ra giải đấu quần vợt Grand Slam Giải quần vợt Úc Mở rộng, thường diễn ra vào tháng 1. Đây cũng là nơi diễn ra bóng rổ, bóng ném, buổi hòa nhạc và nhiều sự kiện khác. Trong quá khứ Melbourne Park cũng diễn ra các sự kiện trượt băng, đạp xe, bơi quốc tế và đua xe hơi.
Melbourne Park được sở hữu bởi Melbourne & Olympic Parks, nơi cũng điều hành Sân vận động Melbourne Rectangular. Yarra Park của Sports and Entertainment Precinct được điều hành riêng.

## Sân vận động

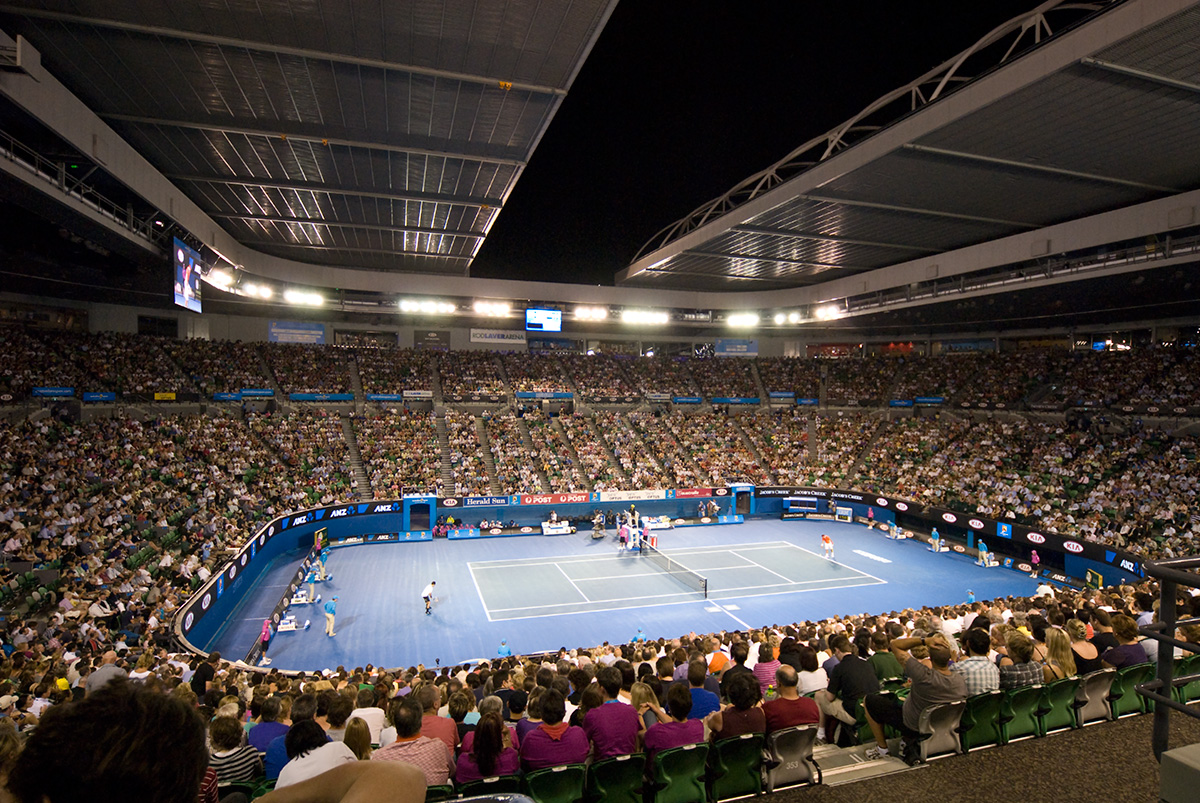
Rod Laver Arena

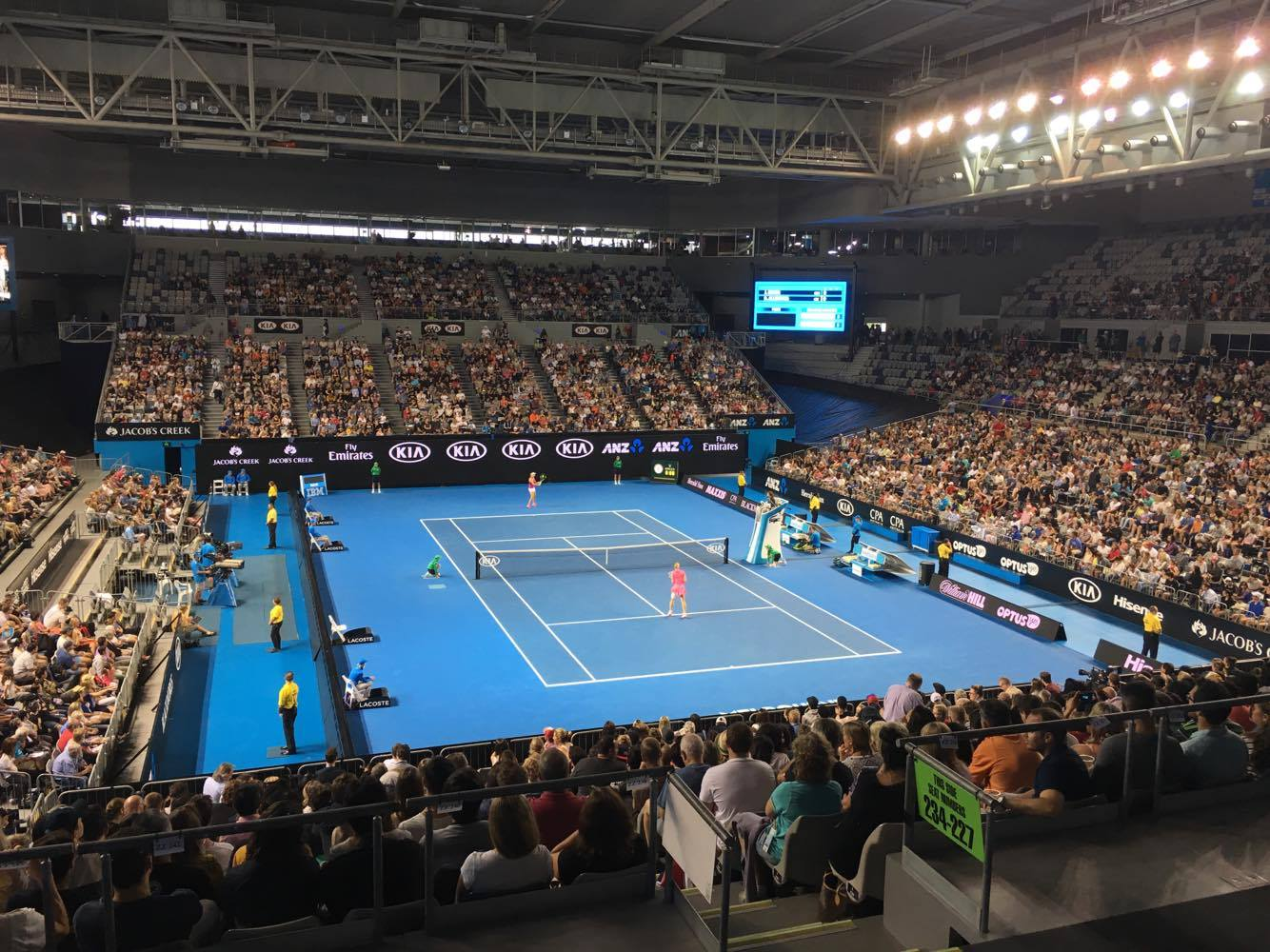
Melbourne Arena

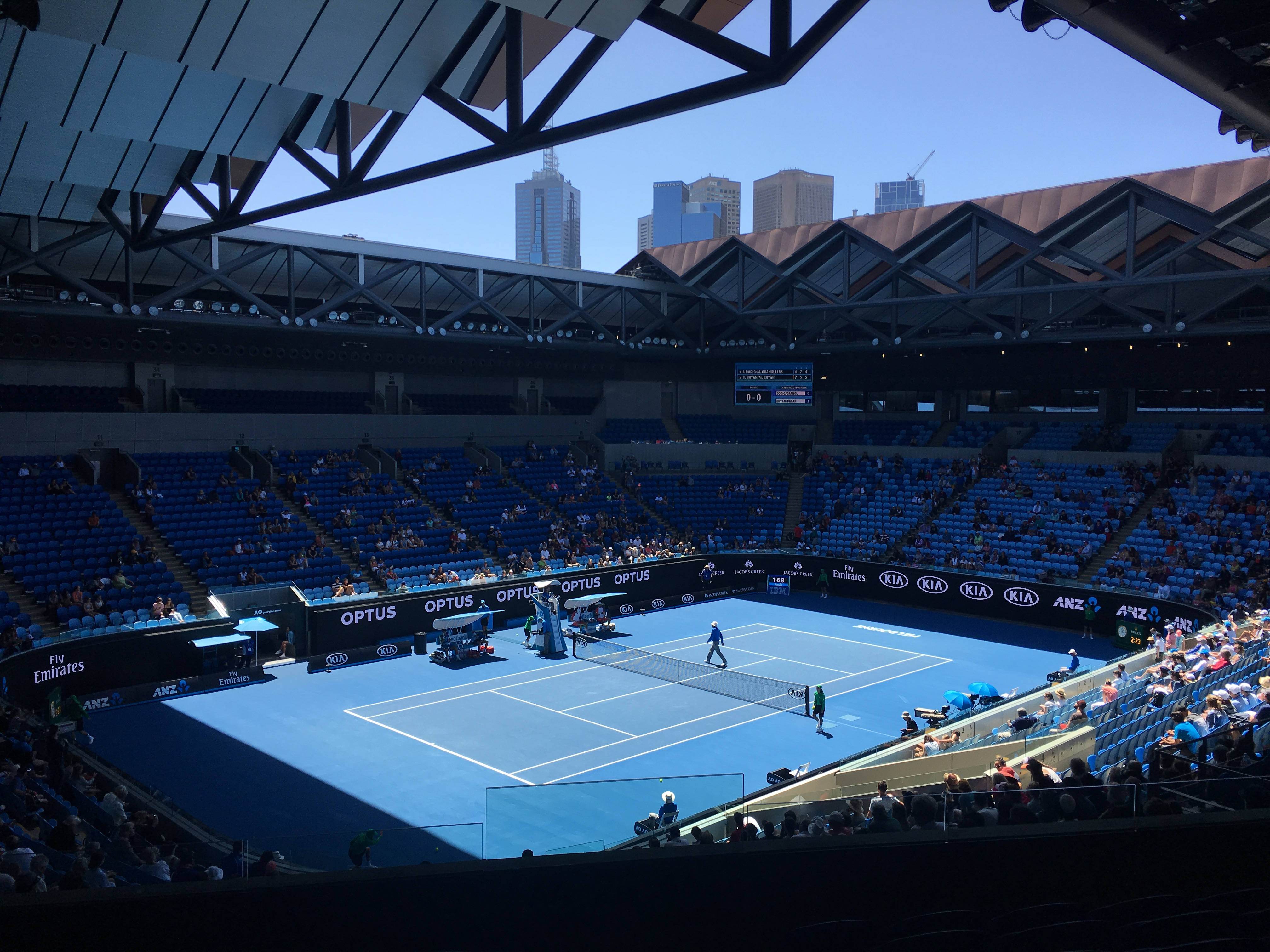
Margaret Court Arena

- Rod Laver Arena
- Melbourne Arena
- Margaret Court Arena
- Show Courts